# Кејти Кин (ТВ серија)
Кејти Кин (енгл. Katy Keene) је америчка је мјузикл-драмедијска телевизијска серија, коју су развили Роберто Агире-Сакаса и Мајкл Греси. Заснована је на истоименом лику Archie Comics. Она бележи порекло и борбу четири амбициозна уметника који покушавају да стекну успешну каријеру на Бродвеју, на писти и у студију за снимање. Кејти Кин је спин-оф серије Ривердејл и налази се пет година након догађаја у претходној серији.

## Радња
Серија прати професионални и емотивни живот четири Archie Comics лика, укључујући будућу модну легенду Кејти Кин и певачицу-текстописца Џоузи Макој, пет година након догађаја из серије Ривердејл, које покушавају да остваре своје снове у Њујорку. Серија улива музику у заплетима и прати порекло, суђења и невоље четири боребе уметника који су очајни у томе да постану познати.